# تفاعل إزاحة

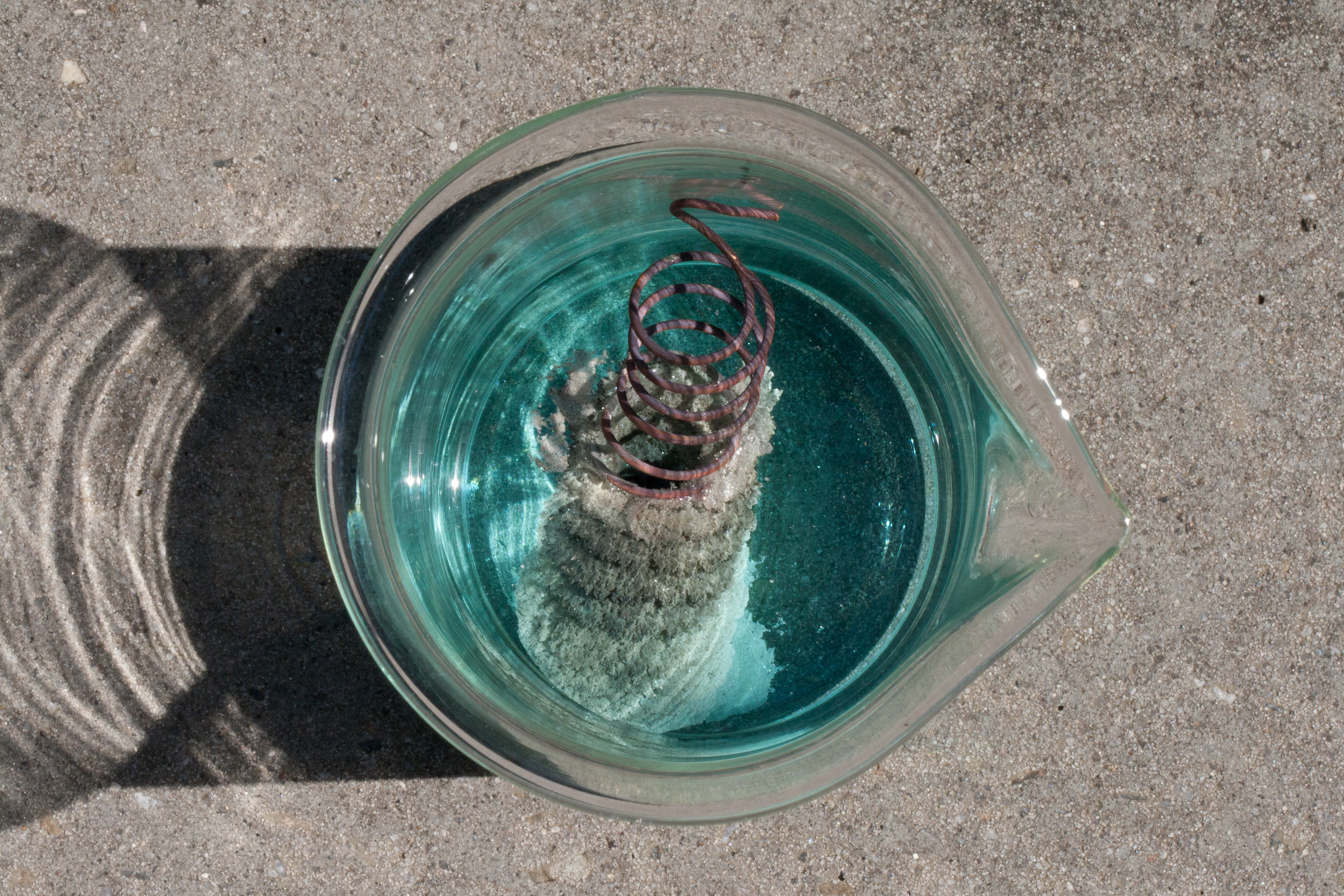

تفاعلات الاستبدال «الإحلال» (بالإنجليزية: Replacement Reactions)‏ هي التفاعلات التي تتضمن استبدال عنصر محل عنصر آخر في مركب وتسمى هذه التفاعلات تفاعلات الاستبدال أو الإحلال. هناك نوعان منها وهما (الإحلال البسيط أو الاستبدال البسيط) و (الإحلال المزدوج أو الاستبدال المزدوج). تعتمد تفاعلات الإحلال على النشاط الكيميائي للعنصر حيث يحل العنصر الأقوى نشاطا مكان العنصر الأقل منه نشاطا في المركب.